# Louteridium costaricense
Louteridium costaricense là một loài thực vật có hoa trong họ Ô rô. Loài này được Radlk. & Donn. Sm. mô tả khoa học đầu tiên năm 1904.